# 火山性地震

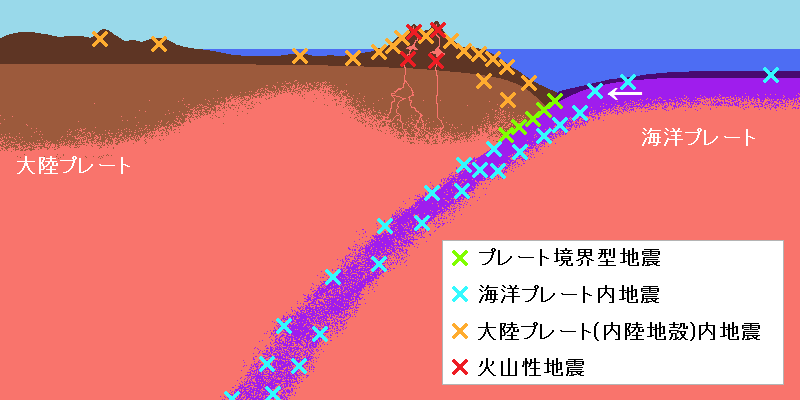
4種類の地震。×が火山性地震。

火山性地震（かざんせいじしん、英: volcanic earthquake）とは、地下でのマグマの移動などの火山活動によって発生する地震。発生のメカニズムが通常の地震とは異なり、余震や前震がなく、本震のみが単独で発生するとみなされている。世界的に統一された定義はない。

## 火山性地震のメカニズム
火山周辺の地下には、マグマの通り道となるところがある。この通り道は比較的頑丈で、普段は崩れたりすることはほとんどない。しかし、マグマが上昇してくると、圧力がかかる上に温度も上昇する。特に地上に近いほど、地下にも水分が含まれており、マグマで熱せられた水分が蒸発して体積が数千倍に増し、圧力も一気に高まる。すると、圧力に耐え切れなくなったマグマの通り道では岩盤が割れて地震が発生する。また、マグマによって圧力が高まった後、マグマが通り過ぎたことで圧力が下がり、押さえつけられていた岩盤が崩れることによっても地震が発生する。

## 火山性地震の種類
気象庁では、震動波形の特徴や周波数成分の分布から「地震」と「微動」に分けている。また、火山毎に固有の波形を有する例もあり、定義および分類は更に細分化される。また、細部の定義が研究機関によって異なっている。

### 周波数と周期
火山学に於ける震動周波数の分類は、一般の地震学による分類は異なっている。その背景には火山観測において、歴史的に固有周期1秒の地震計を用いてきた事にある。以下の分類は Chouet (1986) によるものであるが、一般の地震学に準じた周期帯の分類を用いている論文や書籍も多い。
1. T=0.1秒、短周期 (shortperiod,SP)
2. T=1秒、長周期 (longperiod,LP)
3. T=10秒、超長周期 (very-longperiod,VLP)
4. T=100秒、極長周期 (ultra-longperiod,ULP)

### 火山性微動
火山性脈動とも呼ばれる。短いものから数日以上続く長いものまである。ハワイ・キラウエア火山の観測例では、マグマ起源の火山ガスにより熱せられた熱水系によって起こされる振動と解析されている。
火山性連続微動
- 比較的長期間続き、活動的な火山では常時発生している。
- 振幅は非常に小さい。
- 火山活動が活発になると、振幅が大きくなったり、微動がとまったりすることがある。

孤立型微動
- 阿蘇山特有の、突発的に発生する短い微動。
- 火山性連続微動とは周期が少し異なる。振幅はやや小さい。

孤立微動
- やや長時間続く微動。振幅は大きい。

### 火山性地震
厳密には火山によって異なるが、阿蘇山では火山性地震を「火山の近くで発生する、震源の深さが10km以浅の地震」と定義している。
A型地震、VT地震
- 10km以浅の中で比較的深いところで発生する。
- せん断破壊により生じる地震で、火口（火道）を取り巻くように発生する。
- 波形は最初の波が一番大きくて次第に小さくなり、ほぼ三角形となる。
- P波とS波の区別がしやすい。
- 震動の周期は短い傾向にあり、10Hz以上の高周波成分に富む[10]。
- 火山活動の静穏期には少ない。
- 通常の地震との区別は、P-S 時間が3秒以内（阿蘇山）。山によって異なる場合がある[9]。

B型地震
- 多くが震源は1kmより浅く、非常に浅いところで発生する。
- 体積変化によって生じる地震で、頻繁に噴火する火口の直下で発生する。
- 波形は一定のリズムで大小を繰り返すような紡錘形となる。
- P波とS波の区別がしにくい。
- 震動の周期は長い傾向にある。
  - 高周波型 BH - 5Hzから8Hzの周波数成分が卓越する[10]。
  - 低周波型 BL - 1Hzから3Hzの周波数成分が卓越する[10]。

爆発地震
- 地震の波形は最初の波から急激に大きくなってその後大小を繰り返しながら次第に小さくなり、紡錘形に近い三角形となる。
- D型地震、噴火地震などとも呼ばれ、出現時に10Pa以上の強い空気振動を伴う。
- 振幅はB型より大きく震動の周期がほぼ一定となる。

T型地震
- はじめは周期が短く、だんだんと周期が長くなるとともに周期が一定して長時間継続する[11]。
- 安山岩質の火山に多く、N型地震とも呼ぶ。

深部低周波地震
- 比較的深いところを震源とする。
- 地震の波形は、周波数の低い波を含む波形（低周波）となる。

## 防災
マグマの移動は噴火に関係なく起こりうるが、火山の噴火が迫っている可能性もある。そのため、マグマの移動を火山性地震の観測によって捉え、その火山の火山性地震と噴火のパターンを研究し、噴火予知に生かしている。日本では、数十の活動的な火山に地震計をはじめとした計器や観測所が設置され、気象庁の火山情報などで警報体制が構築されている。
火山性地震は一般的に規模が小さく、無感（震度1より小さい）地震となることが多い。また、地震の周期も多種多様である。火山の周辺では周期別にいくつかの種類の精密な地震計を設置して観測を行う。

## 被害を出した火山性地震
火山性地震は有感となっても規模が小さいが、稀に単独で被害を出すような地震となることもある。日本における例としては、
- 1792年5月21日 - 島原大変肥後迷惑、雲仙岳の火山性地震およびその後の眉山の山体崩壊とそれに起因する津波による災害、死者・行方不明者は合計15,000人におよび、有史以来日本最大の火山災害となった。
- 1914年1月12日 - 桜島地震、M 7.1、死者29名、負傷者111名。桜島はこの際に噴火した。
- 2000年7月1日（M 6.5）7月15日（M 6.3）7月30日（M 6.5） - 伊豆諸島北部群発地震（新島・神津島・三宅島近海で地震）、死者1人。三宅島は同年8月10日に噴火。